# Numerischer Wertebereich
Der numerische Wertebereich (englisch: numerical range) ist ein Begriff aus dem mathematischen Teilgebiet der Funktionalanalysis. Einem stetigen linearen Operator oder allgemeiner einem Element einer Banachalgebra wird eine Menge des Grundkörpers zugeordnet. 
Diese Menge verbindet algebraische Informationen mit Eigenschaften der Norm.

## Definitionen
In diesem Artikel wird der Grundkörper {\displaystyle \mathbb {C} } der komplexen Zahlen verwendet; im Falle der reellen Zahlen ergeben sich an einigen Stellen Komplikationen, die hier der Einfachheit halber ausgeblendet werden. Es sei {\displaystyle A} eine normierte Algebra über {\displaystyle \mathbb {C} } mit Einselement {\displaystyle e}. Ein stetiges, lineares Funktional {\displaystyle f\colon A\rightarrow \mathbb {C} } heißt ein Zustand auf {\displaystyle A}, falls {\displaystyle \|f\|=1=f(e)}, und es sei {\displaystyle D(A,e)} die Menge aller Zustände auf {\displaystyle A}; diese ist nach dem Satz von Hahn-Banach nicht leer. Für ein Element {\displaystyle a\in A} heißt
{\displaystyle V(A,a):=\{f(a);\,f\in D(A,e)\}\,\subset \,\mathbb {C} }
der numerische Wertebereich von {\displaystyle a}.
Da {\displaystyle D(A,e)} eine konvexe und nach dem Satz von Banach-Alaoglu schwach-*-kompakte Teilmenge des Dualraums {\displaystyle A'} ist, muss auch der numerische Wertebereich eine konvexe und kompakte Teilmenge in {\displaystyle \mathbb {C} } sein. Daher ist
{\displaystyle v(A,a):=\sup\{|\lambda |;\,\lambda \in V(A,a)\}}
eine endliche Zahl, sie heißt numerischer Radius von {\displaystyle a}.
Für mehrere Elemente {\displaystyle a_{1},\ldots ,a_{n}\in A} definiert man einen gemeinsamen numerischen Wertebereich durch die Formel
{\displaystyle V(A,a_{1},\ldots ,a_{n}):=\{(f(a_{1}),\ldots ,f(a_{n}));\,f\in D(A,e)\}\subset \mathbb {C} ^{n}}
und dieser ist ebenfalls eine konvexe und kompakte Menge.

## Unteralgebren
Man kann zeigen, dass der numerische Wertebereich nicht von der umgebenden Algebra abhängt, das heißt, man kann zu kleineren oder größeren Algebren übergehen, solange diese nur das Einselement und die Elemente {\displaystyle a} bzw. {\displaystyle a_{1},\ldots ,a_{n}\in A} enthalten. Das liegt im Wesentlichen daran, dass sich Zustände auf Unteralgebren wegen des Satzes von Hahn-Banach zu Zuständen auf der größeren Algebra fortsetzen lassen. Insbesondere kann man bei einer normierten Algebra zur Vervollständigung übergehen, ohne den numerischen Wertebereich dadurch zu verändern.

## Numerischer Index
Leicht zeigt man, dass der numerische Radius eine Halbnorm ist; es handelt sich aber sogar um eine Norm, denn es gilt
Ist {\displaystyle A} eine komplexe normierte Algebra, so gilt:
{\displaystyle {\frac {1}{e}}\|a\|\leq v(A,a)\leq \|a\|} für alle {\displaystyle a\in A}.
Dabei ist {\displaystyle e} die Eulersche Zahl. Daher ist 
{\displaystyle n(A):=\inf\{v(A,a);\,a\in A,\|a\|=1\}}
eine Zahl aus dem Intervall {\displaystyle [{\tfrac {1}{e}},1]} und heißt der numerische Index von {\displaystyle A}. Für kommutative C*-Algebren ist der numerische Index stets {\displaystyle 1}, für beliebige C*-Algebren kann man zeigen, dass der numerische Index größer-gleich {\displaystyle {\tfrac {1}{2}}} ist.

## Vergleich mit dem Spektrum
Der numerische Wertebereich hängt nicht nur von der algebraischen Struktur der betrachteten Algebra {\displaystyle A} ab, sondern über den Zustandsraum auch von der Norm. Geht man zu einer äquivalenten Norm {\displaystyle p} mit {\displaystyle p(e)=1} über, bildet den Zustandsraum bzgl. {\displaystyle p} und daraus den numerischen Wertebereich, so erhält man möglicherweise eine andere Menge, die daher genauer mit {\displaystyle V_{p}(A,a)} bzw. {\displaystyle V_{p}(A,a_{1},\ldots ,a_{n})} bezeichnet sei. Weiter sei {\displaystyle {\mathcal {N}}_{A}} die Menge aller äquivalenten Algebrennormen mit {\displaystyle p(e)=1}.
Das Spektrum {\displaystyle \sigma _{A}(a)} eines Elementes oder das gemeinsame Spektrum {\displaystyle \sigma _{A}(a_{1},\ldots ,a_{n})} endlich vieler kommutierender Elemente einer komplexen Banachalgebra hingegen hängt nur von der algebraischen Struktur ab und bleibt beim Übergang zu einer äquivalenten Norm erhalten. Daher ist es erstaunlich, dass folgender Zusammenhang besteht, wobei {\displaystyle \mathrm {conv} } die konvexe Hülle bezeichne:
Es sei {\displaystyle A} eine komplexe Banachalgebra, und {\displaystyle a_{1},\ldots ,a_{n}} seien kommutierende Elemente aus {\displaystyle A}, dann gilt:
{\displaystyle \mathrm {conv} \,\sigma _{A}(a_{1},\ldots ,a_{n})=\bigcap _{p\in {\mathcal {N}}_{A}}V_{p}(A,a_{1},\ldots ,a_{n})}.
Für das Spektrum und den numerischen Wertebereich eines Elementes {\displaystyle a\in A} gelten überdies die folgenden Formeln für das Maximum der Realteile:
{\displaystyle {\begin{aligned}\max\{\operatorname {Re} \lambda ;\,\lambda \in \sigma _{A}(a)\}\;\;\;&=\inf \left\{{\frac {1}{\alpha }}\ln \|\exp(\alpha a)\|;\,\alpha >0\right\}\\&=\lim _{\alpha \to \infty }{\frac {1}{\alpha }}\ln \|\exp(\alpha a)\|\\\max\{\operatorname {Re} \lambda ;\,\lambda \in V(A,a)\}&=\sup \left\{{\frac {1}{\alpha }}\ln \|\exp(\alpha a)\|;\,\alpha >0\right\}\\&=\lim _{\alpha \to 0}{\frac {1}{\alpha }}\ln \|\exp(\alpha a)\|\\&=\inf \left\{{\frac {1}{\alpha }}(\|1+\alpha a\|-1);\,\alpha >0\right\}\\&=\lim _{\alpha \searrow 0}{\frac {1}{\alpha }}(\|1+\alpha a\|-1)\end{aligned}}}
Man beachte zu diesen Formeln, dass in jeder Banachalgebra mit Einselement die Exponentialreihe {\displaystyle \exp(a):=\sum _{k=0}^{\infty }{\frac {1}{k!}}a^{k}} gegen ein von {\displaystyle 0} verschiedenes Element konvergiert und daher der natürliche Logarithmus {\displaystyle \ln \|\exp(a)\|} gebildet werden kann.

## Hermitesche Elemente
Ist {\displaystyle A} eine C*-Algebra, so haben selbstadjungierte Elemente {\displaystyle a}, also solche, die {\displaystyle a^{*}=a} erfüllen, bekanntlich ein reelles Spektrum, allerdings gilt hiervon die Umkehrung nicht. Das ist anders, wenn man vom Spektrum zum numerischen Wertebereich übergeht. Daher liegt es nahe, in den Elementen einer beliebigen komplexen Banachalgebra mit Einselement, deren numerischer Wertebereich in den reellen Zahlen liegt, eine Verallgemeinerung selbstadjungierter Elemente zu sehen. Man nennt solche Elemente hermitesch, sie spielen eine wichtige Rolle im Satz von Vidav-Palmer, der die C*-Algebren unter den Banachalgebren charakterisiert.

## Versionen für Operatoren
Der Begriff des numerischen Wertebereichs geht auf Vorläufer für Operatoren auf normierten Räumen zurück. Sei {\displaystyle X} ein normierter Raum und {\displaystyle T\in L(X)} ein Element aus der Banachalgebra der beschränkten linearen Operatoren auf {\displaystyle X}. Dann kann man den oben definierten numerischen Wertebereich {\displaystyle V(L(X),T)} des Elementes {\displaystyle T} der Banachalgebra {\displaystyle L(X)} bilden. Für Hilberträume {\displaystyle X} hat Otto Toeplitz bereits 1918 die Menge 
{\displaystyle W(T):=\{\langle Tx,x\rangle ;\,x\in X,\|x\|=1\}}
betrachtet, siehe dazu auch den Artikel Numerischer Wertebereich (Hilbertraum). Das lässt sich auf beliebige normierte Räume verallgemeinern, indem man das Skalarprodukt {\displaystyle \langle \cdot ,\cdot \rangle } durch ein semi-inneres Produkt {\displaystyle [\cdot ,\cdot ]} ersetzt und
{\displaystyle W(T):=\{[Tx,x];\,x\in X,[x,x]=1\}}
definiert. Friedrich L. Bauer untersuchte 1962 die Menge
{\displaystyle V(T):=\{f(Tx);\,x\in X,f\in X',f(x)=1,\|x\|=1,\|f\|=1\}}
zunächst nur in endlichdimensionalen Räumen, aber dieselbe Definition kann man auch für beliebige normierte Räume verwenden. Zwischen diesen Begriffen besteht der folgende Zusammenhang:
Sei {\displaystyle X} ein normierter Raum und {\displaystyle T\in L(X)}, dann gilt:
{\displaystyle W(T)\subset V(T)\subset V(L(X),T)={\overline {\mathrm {conv} \,W(T)}}}.
Für normierte Räume kann man den numerischen Index
{\displaystyle n(X):=\inf\{v(L(X),T);\,T\in L(X),\|T\|=1\}}
definieren, der damit nichts anderes als der numerische Index der Banachalgebra {\displaystyle L(X)} und daher ebenfalls eine Zahl aus dem Intervall {\displaystyle [{\tfrac {1}{e}},1]} ist. Für Hilberträume der Dimension größer-gleich {\displaystyle 2} kann man zeigen, dass ihr numerischer Index gleich {\displaystyle {\tfrac {1}{2}}} ist. Der Banachraum {\displaystyle C(\Omega )} der stetigen Funktionen auf dem kompakten Hausdorffraum {\displaystyle \Omega } hat den numerischen Index {\displaystyle 1}.